# Campo do Tenente
Campo do Tenente là một đô thị thuộc bang Paraná, Brasil. Đô thị này có diện tích 304,489 km², dân số năm 2007 là 6685 người, mật độ 21,2 người/km².